# Franz-Christian Czygan
Franz-Christian Czygan (* 25. Oktober 1934 in Königsberg, Preußen; † 16. Januar 2012 in Würzburg, Bayern) war ein deutscher Professor für Pharmazeutische Biologie und Lehrstuhlinhaber.

## Leben
Franz-Christian Czygan, Sohn von Gertrud Czygan, geborene Weyher, und des Kaufmanns Wilhelm Czygan, floh 1945 von Ostpreußen nach Westdeutschland. Pharmazie studierte er an der Universität Marburg, wo er 1961 seine Approbation als Apotheker erhielt. Ein Studium der Biologie und Biochemie folgte parallel zur Promotion zum Dr. rer. nat. im Jahr 1963. 1967 habilitierte er sich in Erlangen in den Fächern Allgemeine Botanik und Pharmakognosie und wurde 1968 dort Dozent. 1969 wurde er Wissenschaftlicher Rat und Professor in Würzburg. Er befasste sich zunächst vor allem mit pflanzlichen Gewebekulturen und Carotinoiden.
Von 1972 bis zu seiner Emeritierung 2000 hatte er den Lehrstuhl für Pharmazeutische Biologie an der Julius-Maximilians-Universität Würzburg inne und war Vorstand des dortigen Instituts für Botanik und Pharmazeutische Biologie. Mit Max Wichtl und anderen veröffentlichte er ab 1984 das als Standardwerk geltende Teedrogen und Phytopharmaka: Ein Handbuch für die Praxis auf wissenschaftlicher Grundlage in mehreren Auflagen.
Er war Vorstandsmitglied der Gesellschaft für Phytotherapie e. V. und dort Autor und Mitherausgeber der Zeitschrift für Phytotherapie. 1999 war er mit Gundolf Keil Mitbegründer der Forschungsgruppe „Klostermedizin“, aus der die Forschergruppe Klostermedizin hervorging. Ebenfalls 1999 war er Initiator und Gründungsmitglied des Studienkreises Entwicklungsgeschichte der Arzneipflanzenkunde, einem Gremium, das unter anderem die Arzneipflanze des Jahres wählt. Auf seine Anregung hin entstand die Arzneipflanzenabteilung im Botanischen Garten der Universität Würzburg.
In seinen Forschungen beschäftigte sich Czygan insbesondere mit den Pflanzeninhaltsstoffen, unter anderem auch mit deren modernen Produktionsmöglichkeiten. Zudem publizierte er über kunsthistorische und volkskundliche Aspekte in der Geschichte der Heilpflanzen.
Im April 2000 wurde ihm von der heutigen Baltischen Föderalen Universität Immanuel Kant die Ehrendoktorwürde für „seine Verdienste um die Entwicklung einer modernen Pharmazeutischen Biologie sowie um die wissenschaftliche Zusammenarbeit zwischen Ost und West“ verliehen.
Franz-Christian Czygan war evangelisch, ab 1962 verheiratet mit der Apothekerin Isolde Czygan, geborene Wehner, und hatte drei Kinder (Michael, Martin und Markus Czygan). Er starb am 16. Januar 2012 in Würzburg.

## Schriften (Auswahl)
- Blutregen und Blutschnee: Stickstoffmangel-Zellen von „Haematococcus pluvialis“ und „Chlamydomonas nivalis“ In: Archives of Microbiology. Band 74, Nr. 1, März 1970.
- Farbstoffe in Pflanzen. Fischer, Stuttgart 1975, ISBN 3-437-30230-2.
- Möglichkeiten zur Produktion von Arzneistoffen durch pflanzliche Gewebekulturen. In: Planta med. Supplement, 1975, S. 169–185.
- als Hrsg.: Pigments in Plants. 1980.
- Biogene Arzneistoffe. Entwicklungen auf dem Gebiet der Pharmazeutischen Biologie, Phytochemie und Phytotherapie. Vieweg & Sohn, Braunschweig/Wiesbaden 1984, ISBN 3-528-08503-7.
- Arzneipflanzen im Spiegel niederländischer Malerei. In: Martinus Nijhoff, W. Junk (Hrsg.): Essential oils and aromatic plants. Dordrecht 1985, S. 233–246.
- mit Katharina Keimig-Riegel: Würzbüschel und ihre Bedeutung in der Volkskunde und Volksmedzin. In: Zeitschrift für Phytotherapie. Band 7, 1986, S. 140–144.
- Arzneipflanzengärten – Objekte der Kunst. In: Zeitschrift für Phytotherapie. Band 11, 1990, S. 185–194.
- Kulturgeschichte und Mystik des Johanniskrautes. In: Zeitschrift für Phytotherapie. Band 14, 1993, S. 272–278.
- mit Max Wichtl und anderen: Teedrogen und Phytopharmaka: Ein Handbuch für die Praxis auf wissenschaftlicher Grundlage. Herausgegeben von Max Wichtl. 1984; 4. Auflage: Wissenschaftliche Verlagsgesellschaft, Stuttgart 2002, ISBN 3-8047-1854-X.
- als Hrsg. mit Johannes Gottfried Mayer und Ulrike Bausewein: Würzburg – Herbipolis, Stadt der Gärten, der Pflanzen und des Weines. Verlag Schnell und Steiner, Regensburg 2009, ISBN 978-3-7954-2139-7.